# Wilber Supo
Wilber Dux Supo Quisocala (Lampa, Puno; 15 de abril de 1990) es un geógrafo, profesor, maestro, divulgador científico y político peruano. Fue ministro del Ambiente desde el 1 hasta el 8 de febrero de 2022.

## Biografía
Nació en Lampa del departamento de Puno el 15 de abril de 1990. Es bachiller en geografía por la Universidad Nacional Mayor de San Marcos. Estudió computación en el instituto Eiger.
Fue asistente cartográfico durante 3 meses y en levantamiento topográfico durante 2 meses. Desde el 2019 es docente del I.E.P.B.F. Skinner, del distrito de Carabayllo.

## Carrera política
En las elecciones parlamentarias del 2020 y de 2021 postuló sin éxito al congreso de la República por Perú Libre. Ha sido asesor en temas de geografía para la bancada de Perú Libre en el parlamento peruano.

### Ministro del Ambiente
El 1 de febrero de 2022, fue nombrado ministro del Ambiente del Perú en el gobierno de Pedro Castillo en el gabinete presidido por Héctor Valer. Tras ello, fue criticado por su inexperiencia entre los cuales estuvo la Defensoría del Pueblo.  Tras la renuncia de Valer, su cargo terminó el 8 de febrero de 2022 siendo reemplazado por Modesto Montoya.